# Oruro
Oruro (in quechua e aymara Uru Uru o Ururu) è una città (municipio in spagnolo) della Bolivia capoluogo della provincia di Cercado e del dipartimento di Oruro. 
Con 264.683 abitanti (dato censimento 2012) Oruro è la quinta città della Bolivia per numero d'abitanti.

## Geografia
Oruro sorge sull'altopiano andino, nei pressi del lago Uru Uru. La città è situata a 230 km a nord-ovest di Sucre e a 197 km a sud di La Paz.

## Etimologia
Il nome della città deriva dagli Uros o Uru, popolazione famosa per la lavorazione della ceramica esportata in Venezuela e in Argentina, dai quale deriva anche il nome del lago Uru Uru.

## Storia
Fu fondata il 1º novembre 1606 da Don Manuel Castro de Padilla con il nome di Real Villa de San Felipe de Austria in omaggio al re Filippo III. Fiorì rapidamente centro minerario grazie alla presenza nell'area di grandi giacimenti d'argento. Nel 1678 aveva una popolazione di 75.920 abitanti, 37.960 dei quali erano spagnoli e creoli. Questo dato la rendeva il secondo centro più popoloso dell'Alto Perù. Con il declino dell'estrazione argentifera Oruro si spopolò e perse d'importanza.
Il 10 febbraio 1781 Oruro fu teatro di una rivolta che vide insorgere i nativi e i creoli contro gli spagnoli.
Sul finire del XIX secolo, con la scoperta nelle vicinanze di grandi giacimenti di stagno Oruro risorse riacquistando l'importanza perduta. Con il declino dell'estrazione dello stagno, la città decadde nuovamente.

## Monumenti e luoghi d'interesse
- Santuario della Vergine del Socavón
- Cattedrale
- Faro di Conchupata, il 17 novembre 1851 vi fu issata per la prima volta la bandiera della Bolivia

## Società

### Religione
La città è sede della diocesi di Oruro istituita nel 1924 e suffraganea dell'arcidiocesi di Cochabamba.

## Cultura

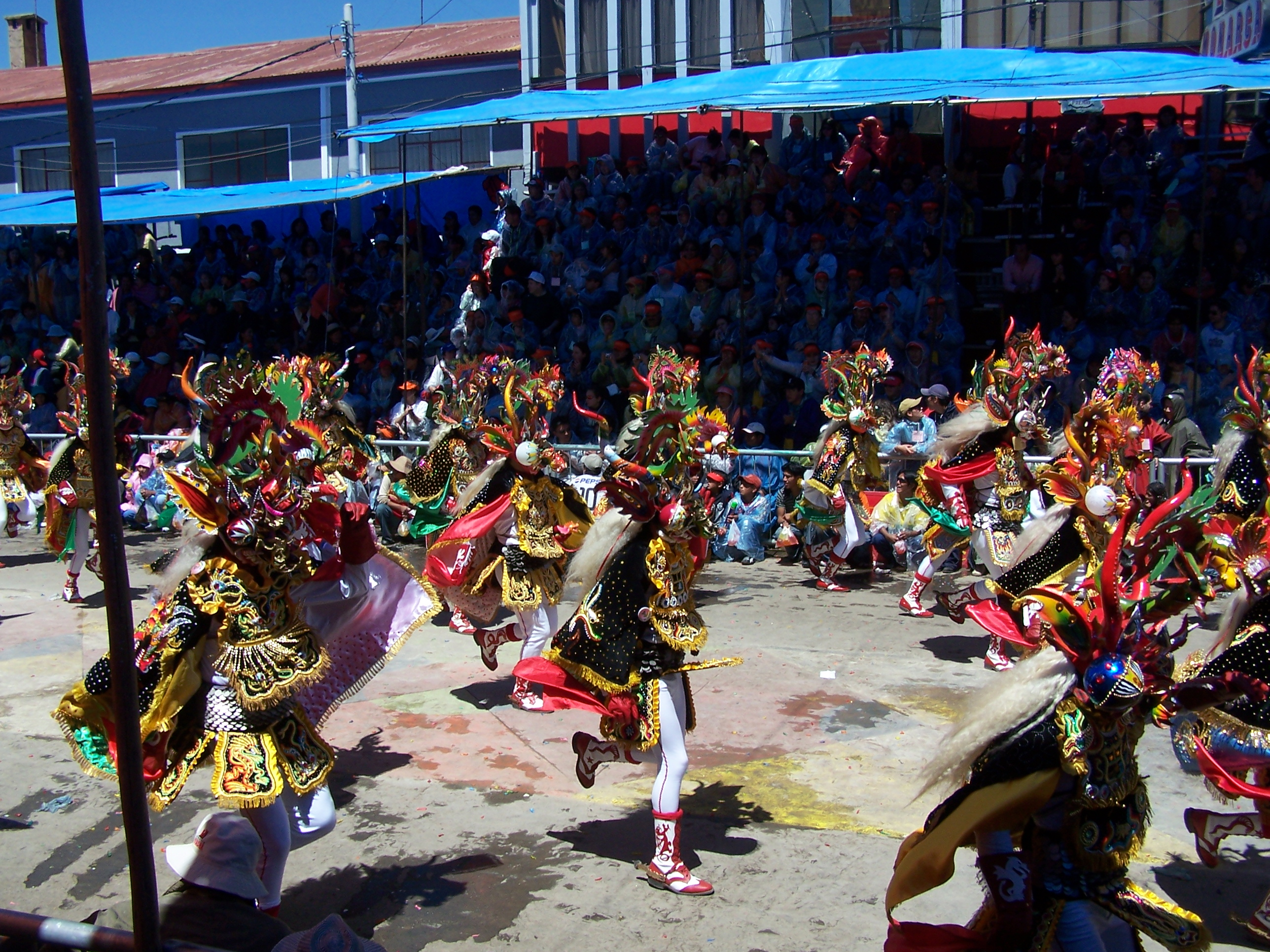
La diablada durante il carnevale di Oruro del 2007.

### Eventi
L'evento più importante, e per il quale la città è ormai conosciuta oltre i confini nazionali, è il carnevale. Nel corso delle celebrazioni donne e uomini con costumi sfarzosi mettono in atto delle rappresentazioni allegoriche dove il bene sconfigge il male. Durante questa manifestazioni vengono ballate danze tradizionali, tra le quali la diablada e la morenada. Nel 2008 il carnevale di Oruro è stato proclamato dall'UNESCO Patrimonio culturale immateriale.

### Istruzione

#### Musei
- Museo Sacro, Folkloristico, Archeologico e Minerario
- Casa della Cultura Simón Patiño
- Museo Casa Arte Taller Cardozo Velasquez
- Museo Antropologico Eduardo López Rivas

## Geografia antropica

### Cantoni
Il comune è suddiviso in 8 cantoni.
- 9 de Abril (Thola Palca)
- Huayña Pasto Grande
- Iruma
- Lequepalca
- Oruro
- Paria
- Soracachi
- Teniente Bullain

## Infrastrutture e trasporti

### Strade
Oruro è un importante snodo stradale situato all'intersezione di alcune tra le principali vie di comunicazione della Bolivia, come la strada 1 che la unisce sia a La Paz sia a Potosí e alla frontiera argentina. Altre strade che si diramano dalla città sono la 6, per Sucre e la regione del Gran Chaco, e la 12 per la frontiera cilena e il porto di Iquique.

### Ferrovie
Oruro è capolinea della ferrovia per Villazón, presso la frontiera con l'Argentina.